# Scott McCloud
Scott McCloud, född som Scott McLeod 10 juni 1960 i Boston, Massachusetts, är en amerikansk serietecknare och ledande teoretiker inom ämnet serier som unikt litterärt och konstnärligt medium.

## Biografi
McCloud skapade den lättsamma science fiction/superhjälte-serien Zot! 1984, delvis som motreaktion mot den allt allvarligare riktning som superhjälteserierna tog under 1980-talet. Den blev en kultklassiker. Bland hans övriga verk finns Destroy!! (en medvetet överdriven serie, som parodierade de stereotypa superhjälteslagsmålen, har publicerats på svenska som "Mosa!" i tidningen Maxx), serieromanen The New Adventures of Abraham Lincoln (gjord med en blandning av datorgenererade och handtecknade digitala bilder), 12 nummer av Superman Adventures för DC Comics, och den korta serien "Superman: Strength".
Han är dock bäst känd som serieteoretiker, efter att han skrivit Understanding Comics (1993), en utforskning av definitionen av tecknade serier, dess historia, språkbruk, och metoder, gjord i serieform. Som den dittills mest ambitiösa boken i ämnet, skapade den stora diskussioner bland serieskapare och -läsare, och anses nu vara ett av de grundläggande arbetena om serier. 2000 kom uppföljaren, den mer kontroversiella Reinventing Comics (också i serieform), där han skissade på tolv "revolutioner" som skulle vara nyckeln till serieformens tillväxt och framgång som ett kreativt medium. Sex år senare släppte han sin tredje fackbok, Making Comics. Efter att boken släppts åkte McCloud på turné i samtliga av USA:s stater och delar av Europa där han föreläste om sina teorier.
Han var en av de tidigaste förespråkarna för webbserier som en distinkt form av serier, och likaså för mikrobetalningar. Han var också rådgivare för BitPass, ett företag som tillhandahöll ett mikrobetalningssystem online, som han hjälpte sjösätta med serien The Right Number, en webbaserad serieroman som kostade 25 cent per kapitel. McCloud är mycket aktiv på nätet och publicerar många av sina experiment och specialgjorda serier på sin hemsida.

## 24-timmarsserien
1990 myntade McCloud idén om 24-timmarsserien, en komplett 24-sidorsserie skapad av en enda tecknare inom loppet av 24 timmar. Det var en utmaning mellan honom och tecknaren Steve Bissette, som var tänkt att tvinga fram kreativt material med minsta möjliga tankemotstånd. Tusentals tecknare världen över har senare tagit sig an utmaningen.

## McClouds facklitterära verk
- Understanding Comics: The Invisible Art (1993, ISBN 0-613-02782-5)
- Reinventing Comics: How Imagination and Technology Are Revolutionizing an Art Form (2000, ISBN 0-06-095350-0)
- Making Comics: Storytelling Secrets of Comics, Manga and Graphic Novels (2006, ISBN 0-06-078094-0)